# Muzeum Parafialne w Kraczewicach
Muzeum Parafialne w Kraczewicach – muzeum z siedzibą we wsi Kraczewice Prywatne (powiat opolski). Placówka działa przy tutejszej Parafii Najświętszego Serca Pana Jezusa.
Muzeum zostało otwarte w sierpniu 2012 roku, podczas uroczystości dożynkowych. W ramach wystawy prezentowane są:
- eksponaty sakralne (ornaty, księgi i narzędzia liturgiczne),
- zbiory związane z historią tutejszej Ochotniczej Straży Pożarnej,
- pamiątki regionalne: przedmioty codziennego użytku, narzędzia rolnicze i rzemieślnicze, meble, stroje,
- zabytki techniki użytkowej.

Przed siedzibą muzeum prezentowany jest samochód gaśniczy na podwoziu Stara 25.